# Story (New Trolls)
Story è il quinto album antologico dei New Trolls, pubblicato nel 1987.

## Tracce

### LP 1
1. Sensazioni
2. Visioni
3. Lei mi diceva
4. Cosa pensiamo dell'amore
5. Una miniera
6. Quella musica
7. Una nuvola bianca
8. Annalisa
9. Corro da te
10. Io che ho te
11. Un'ora
12. Davanti agli occhi miei

### LP 2
1. Vorrei comprare una strada
2. Ho veduto
3. Signore, io sono Irish
4. Ti ricordi Joe?
5. Storia di una foglia
6. I cavalieri del lago dell'Ontario
7. Paolo e Francesca
8. Chi mi può capire
9. Adagio (Shadows) da Concerto grosso n. 1
10. Bella come mai

### LP 3
1. Let it be me
2. Quella carezza della sera
3. Aldebaran
4. Il serpente
5. La signora senza anelli
6. Il treno (Tigre E 633 1979)
7. Là nella casa dell'angelo
8. America O.K.
9. Faccia di cane

## Curiosità
Curiosamente sia www.newtrollsnetclub.it che New Trolls: dal pesto al sushi, entrambi solitamente molto precisi nella discografia, riportano un ordine errato per l'LP 1.